# Wikitongues
Wikitongues este o organizație americană non-profit înregistrată în statul New York. Acesta își propune să documenteze toate limbile din lume. A fost fondată de Frederico Andrade, Daniel Bogre Udell și Lindie Botes în 2014.

## Povestiri orale

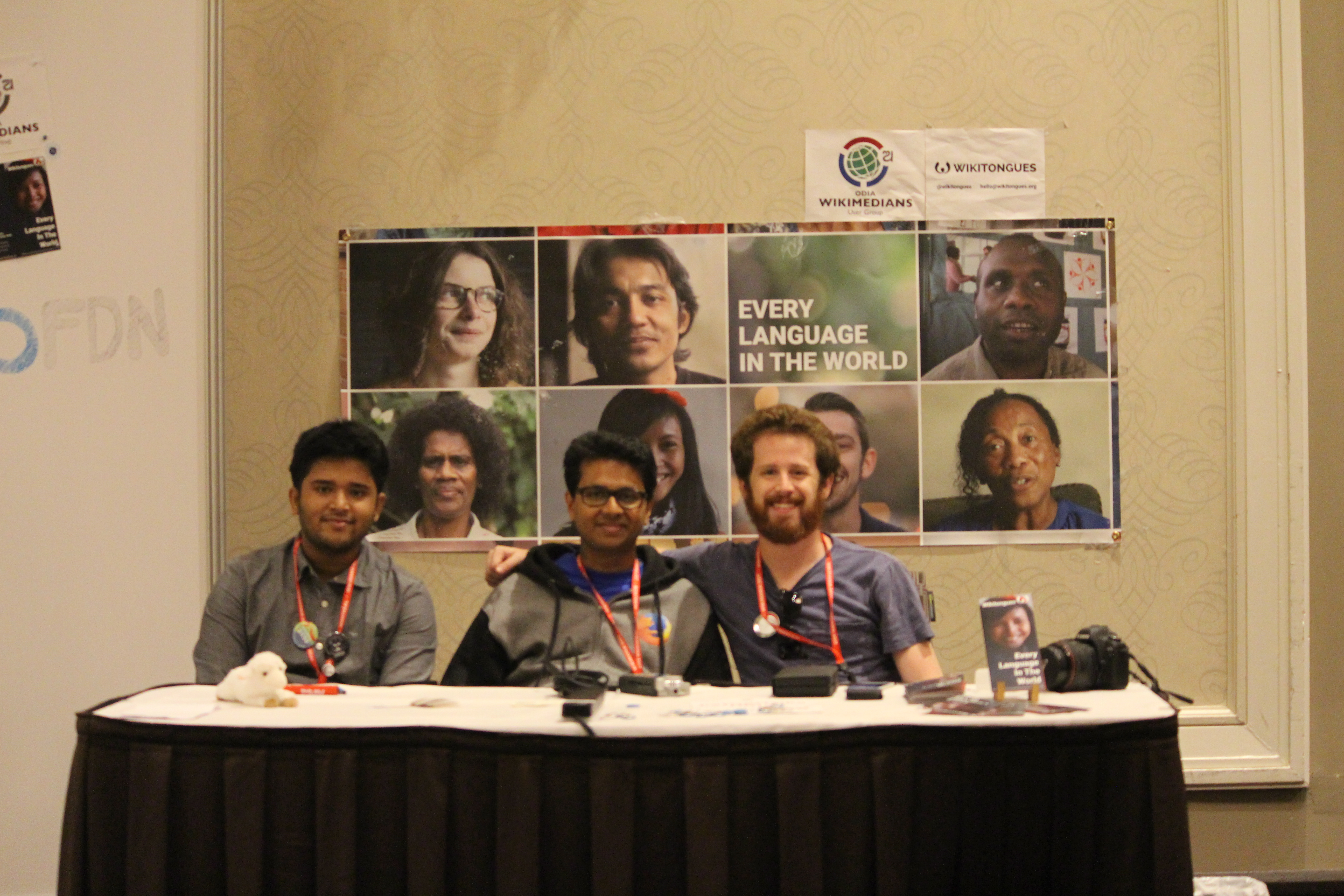
Colaboratori Wikitongues la Montreal în timpul Wikimania 2017.

În mai 2016, Wikitongues avea înregistrate în jur de 329 de videoclipuri în peste 200 de limbi. În 2018, aceștia aveau înregistrate peste 350 de limbi, sau 5% din numărul total de limbi din lume.

## Poly
Poly este un software open source creat pentru a partaja și învăța limbi. Proiectul a fost susținut financiar pe Kickstarter iar organizația a reușit să strângă 52.716 USD cu ajutorul a 429 de sponsori. În prezent software-ul este în curs de dezvoltare.

## Licențe
Toate videoclipurile sunt lansate sub licența CC-by-NC 4.0. Recent, a fost introdusă o altă opțiune pentru lansarea videoclipului sub CC-by-SA 4.0.

## Conținut media suplimentar
- „Saving Languages From Extinction”. Great Big Story. YouTube. 17 aprilie 2019.
- Elmasry, Faiza (12 februarie 2019). „Wikitongues Seeks to Save World's Dying Languages”. Voice of America (în engleză).